# Liste des législatures de la province du Canada
Cet article présente une liste des législatures de la province du Canada tenues au Parlement de cette province de l'Empire britannique de 1841 à 1866. Au nombre de huit, elles se tiennent dans divers édifices parlementaires des villes de Kingston, Montréal, Toronto, Québec et Ottawa.
| Législature | Élections                     | Durée                         | Session(s) | Monarque | Représentant(s) de la couronne | Président(s) de l'Assemblée | Président(s) du Conseil |
| ----------- | ----------------------------- | ----------------------------- | --- | -------- | --- | --- | --- |
| Première    | 19 fév. 1841 au 8 avr. 1841   | 14 juin 1841 au 23 sept. 1844 | Première (14 juin 1841 — 18 sept. 1841) Deuxième (8 sept. 1842 — 12 oct. 1842) Troisième (28 sept. 1843 — 9 déc. 1843)                                                                               | Victoria | Charles Edward Poulett Thomson, gouv. (10 fév. 1841 — 19 sept. 1841) Richard Downes Jackson, gouv. (24 sept. 1841 — 12 jan. 1842) Charles Bagot, gouv. (12 jan. 1842 — 30 mar. 1843) Charles T. Metcalfe, gouv. (30 mar. 1843 — 26 nov. 1845) | Augustin Cuvillier (14 juin 1841 — 23 sept. 1844) | Robert Sympson Jameson (10 juin 1841 — 6 nov. 1843) René-Édouard Caron (8 nov. 1843 — 23 sept. 1844)                                                   |
| Deuxième    | 24 sept. 1844 au 12 nov. 1844 | 28 nov. 1844 au 6 déc. 1847   | Première (28 nov. 1844 — 29 mar. 1845) Deuxième (20 mar. 1846 — 9 juin 1846) Troisième (2 juin 1847 — 28 juil. 1847)                                                                                 | Victoria | Charles T. Metcalfe, gouv. (28 nov. 1844 — 26 nov. 1845) Charles M. Cathcart, adm. (26 nov. 1845 — 24 avr. 1846) Charles M. Cathcart, gouv. (24 avr. 1846 — 30 janv. 1847) James Bruce, gouv. (30 janv. 1847 — 6 déc. 1847)                   | Allan Napier MacNab (28 nov. 1844 — 13 avr. 1846) Augustin-Norbert Morin (13 avr. 1846 — 19 mai 1846) Allan Napier MacNab (19 mai 1846 — 6 déc. 1847) | René-Édouard Caron (28 nov. 1844 — 18 mai 1847) Peter McGill (21 mai 1847 — 6 déc. 1847)                                                               |
| Troisième   | 6 déc. 1847 au 24 jan. 1848   | 25 fév. 1848 au 6 nov. 1851   | Première (25 fév. 1848 — 23 mar. 1848) Deuxième (18 jan. 1849 — 30 mai 1849) Troisième (14 mai 1850 — 10 août 1850) Quatrième (20 mai 1851 — 30 août 1851)                                           | Victoria | James Bruce, gouv. (25 fév. 1848 — 6 novembre 1851) | Augustin-Norbert Morin (25 fév. 1848 — 6 nov. 1851)                                                                                                   | Peter McGill (25 fév. 1848 — 11 mar. 1848) René-Édouard Caron (11 mar. 1848 — 6 nov. 1851)                                                             |
| Quatrième   | 6 nov. 1851 au 24 déc. 1851   | 19 août 1852 au 23 juin 1854  | Première (19 août 1852 — 14 juin 1853) Deuxième (13 juin 1854 — 22 juin 1854) | Victoria | James Bruce, gouv. (19 août 1852 — 23 août 1853) William Rowan, adm. (23 août 1853 — 30 mai 1854) James Bruce, gouv. (30 mai 1854 — 23 juin. 1854)                                                                                            | John Sandfield Macdonald (19 août 1852 — 23 juin 1854)                                                                                                | René-Édouard Caron (19 août 1852 — 17 août 1853) James Morris (17 août 1853 — 23 juin 1854)                                                            |
| Cinquième   | 23 juin 1854 au 10 août 1854  | 5 sept. 1854 au 28 nov. 1857  | Première (5 sept. 1854 — 30 mai 1855) Deuxième (15 fév. 1856 — 1er juil. 1856) Troisième (26 fév. 1857 — 10 juin 1857)                                                                               | Victoria | James Bruce, gouv. (5 sept. 1854 — 19 déc. 1854) Edmund Walker Head, gouv. (19 déc. 1854 — 28 nov. 1857) | Louis-Victor Sicotte (5 sept. 1854 — 25 nov. 1857) | John Ross (11 sept. 1854 — 19 avr. 1856) Étienne-Paschal Taché (19 avr. 1856 — 28 nov. 1857)                                                           |
| Sixième     | 28 nov. 1857 au 13 jan. 1858  | 25 fév. 1858 au 10 juin 1861  | Première (25 fév. 1858 — 16 août 1858) Deuxième (29 janv. 1859 — 4 mai 1859) Troisième (28 février 1860 — 19 mai 1860) Quatrième (16 mars 1861 — 18 mai 1861 )                                       | Victoria | Edmund Walker Head, gouv. (25 fév. 1858 — 10 juin 1861) | Henry Smith (25 fév. 1858 — 10 juin 1861) | Narcisse-Fortunat Belleau (25 fév. 1858 — 2 août 1858) James Morris (2 août 1858 — 7 août 1858) Narcisse-Fortunat Belleau (7 août 1858 — 10 juin 1861) |
| Septième    | 10 juin 1861 au 15 juil. 1861 | 20 mar. 1862 au 16 mai 1863   | Première (20 mar. 1862 — 9 juin 1862) Deuxième (12 fév. 1863 — 12 mai 1863) | Victoria | Charles Stanley Monck, gouv. (20 mar. 1862 — 16 mai 1863) | Joseph-Édouard Turcotte (20 mar. 1862 — 16 mai 1863)                                                                                                  | Allan Napier MacNab (20 mar. 1862 — 12 fév. 1863) Alexander Campbell (12 fév. 1863 — 16 mai 1863)                                                      |
| Huitième    | 16 mai 1863 au 3 juil. 1863   | 13 août 1863 au 15 août 1866  | Première (13 août 1863 — 15 oct. 1863) Deuxième (19 fév. 1864 — 30 juin 1864) Troisième (19 jan. 1865 — 18 mars 1865) Quatrième (8 août 1865 — 18 sept. 1865) Cinquième (8 juin 1866 — 15 août 1866) | Victoria | Charles Stanley Monck, gouv. (13 août 1863 — 15 août 1866) | Lewis Wallbridge (13 août 1863 — 15 août 1866) | Ulric-Joseph Tessier (13 août 1863 — 15 août 1866) |